# Кулешин, Степан Иванович
Степан Иванович Кулешин (1870—1918) — русский военный деятель, генерал-майор (1916). Герой Первой мировой войны.
Начальник Штаба ВГК (21.02 — 4.03 1918).

## Биография
В 1889 году получил образование во 2-й Харьковской гимназии и вступил в службу. В 1891 году после окончания Киевского военного училища произведён в подпоручики и определён в 1-й Ивангородский крепостной пехотный батальон. В 1895 году произведён в поручики, в 1900 году  в  штабс-капитаны.
С 1903 года после окончания Николаевской академии Генерального штаба по I разряду произведён в капитаны генерального штаба, ротный командир 1-го Ивангородского крепостного пехотного полка. С 1905 года обер-офицер для поручений при Штабе Одесского военного округа. В 1908 году произведён в подполковники и назначен преподавателем военных наук Елисаветградского кавалерийского училища. В 1911 году произведён в полковники.
С 1913 года ИД начальника штаба 11-й пехотной дивизии, с 1914 года участник Первой мировой войны. 9 марта 1915 года «за храбрость» был награждён Георгиевским оружием: 
За то, что в боях с 22 по 30 августа 1914 года у деревни Зборже, под сильнейшим огнем противника с непрерывной опасностью для своей жизни, мужественно исполнял обязанности начальника штаба дивизии устроил и направил заколебавшиеся части
С 1915 года командир 173-го Каменецкого пехотного полка. В 1916 года произведён в  генерал-майоры. 25 мая 1916 года «за храбрость» был награждён орденом Святого Георгия 4-й степени. С 1916 года начальник штаба, с 1917 года командующий 44-й пехотной дивизии. С 22 октября 1917 года командующий 28-м армейским корпусом.
В 1918 году после заключения Брестского мира был убит в вагоне поезда.

## Награды
- Орден Святой Анны 3-й степени (1906)
- Орден Святого Станислава 2-й степени (1913)
- Орден Святой Анны 2-й степени с мечами (ВП 13.01.1915)
- Орден Святого Владимира 3-й степени с мечами (ВП 08.02.1915)
- Георгиевское оружие (ВП 09.03.1915)
- Орден Святого Владимира 4-й степени с мечами и бантом (ВП 12.06.1915)
- Орден Святого Георгия 4-й степени (ВП 25.05.1916)
- Орден Святого Станислава 1-й степени с мечами (ВП 05.01.1917)